# Список глав правительства Гвинеи
Список глав правительства Гвинеи включает лиц, возглавлявших правительство Гвинеи со времени провозглашения в 1958 году Гвинейской Республики, пришедшей на смену французской заморской территории в Западной Африке.
В настоящее время правительство страны возглавляет Премьер-министр переходного периода (фр. Premier Ministre de la Transition). Посвящённые премьер-министру статьи с 49 по 55 Хартии, принятой в 2021 году, устанавливают, что его назначает президент переходного периода, который поручает сформировать кабинет министров. Глава правительства председательствует на заседаниях кабмина, координирует и контролирует его деятельность, распределяет задачи между министрами. Премьер-министр также составляет программу деятельности правительства и представляет её на утверждение президенту.
Использованная в первом столбце таблиц нумерация является условной; также условным является использование в первом столбце цветовой заливки, служащей для упрощения восприятия принадлежности лиц к различным политическим силам без необходимости обращения к столбцу, отражающему партийную принадлежность. Наряду с партийной принадлежностью, в столбце «Партия» также отражён беспартийный статус персоналий. В столбце «Выборы» отражены состоявшиеся выборные процедуры или иные основания получения полномочий главы государства, утвердившего после своего вступления в должность главу правительства. Для удобства список разделён на принятые в историографии периоды истории страны. Приведённые в преамбулах к каждому из разделов описания этих периодов призваны пояснить особенности её политической жизни.

## Гвинейская Республика (1958—1978)
В 1947 году в Гвинее (колонии Франции с 1893 года) была создана первая политическая партия — Демократическая партия Гвинеи (ДПГ). В сентябре 1958 года по призыву ДПГ, возглавившей национально-освободительное движение, на референдуме по проекту новой конституции т. н. Пятой Французской Республики 95 % избирателей высказались против вхождения Гвинеи в состав Французского сообщества (пришедшего на смену аналогичному Союзу) в качестве автономного государства. Независимость Гвинейской Республики (фр. République de Guinée) была провозглашена на заседании Территориального собрания в Конакри 2 октября 1958 года. Главой государства стал председатель Правительства (фр. Président du Gouvernement) и лидер ДПГ Ахмед Секу Туре. 12 ноября была принята конституция, установившая в стране однопартийную систему; ДПГ отводилась ведущая роль в осуществлении радикальной модернизации. В январе 1961 года были проведены первые президентские выборы, на которых Туре одержал победу; пост председателя Правительства упразднялся, а кабинет министров непосредственно возглавлял президент. В 1975 году был обнародован манифест, согласно которому партийные и государственные органы слились в единую систему органов власти, выполнявших политическую и административную функции. Данное устройство было закреплено на съезде партии в 1978 году. 21 ноября 1978 года в соответствии с резолюцией того же съезда страна была переименована в «Гвинейскую Народную Революционную Республику».
| | Портрет | Имя (годы жизни)                                           | Полномочия     | Полномочия     | Партия                        | Кабинет | Пр.         |
| Начало | Портрет | Имя (годы жизни)                                           | Окончание      |                | Партия                        | Кабинет | Пр.         |
| --- | ------- | ---------------------------------------------------------- | -------------- | -------------- | ----------------------------- | ------- | ----------- |
| 1 |         | Ахмед Секу Туре (1922—1984) фр. Ahmed Sékou Touré          | 2 октября 1958 | 28 января 1961 | Демократическая партия Гвинеи | Туре    | [ 4 ] [ 5 ] |
| С 28 января 1961 года по 26 апреля 1972 года — должность упразднена (правительство подчинено непосредственно президенту Гвинеи) |         |                                                            |                |                |                               |         |             |
| 2 |         | Луи Лансана Беавоги (1923—1984) фр. Louis Lansana Béavogui | 26 апреля 1972 | 21 ноября 1978 | Демократическая партия Гвинеи | Беавоги | [ 6 ] [ 7 ] |

## Гвинейская Народная Революционная Республика (1978—1984)
21 ноября 1978 года в соответствии с резолюцией съезда Демократической партии (ДПГ) страна была переименована в Гвинейскую Народную Революционную Республику (фр. République Populaire Révolutionnaire de Guinée). ДПГ также стала называться «Партией-государством Гвинеи». 26 марта 1984 года после 25 лет правления Ахмед Секу Туре скончался. На следующий день временным главой государства был объявлен премьер-министр Луи Лансана Беавоги. 3 апреля ДПГ должна была выбрать нового руководителя страны — согласно конституции — лидера партии Луи Лансану Беавоги, однако за несколько часов до голосования армия совершила вооружённый переворот. Власть перешла к Военному комитету национального возрождения во главе с полковником Лансаной Конте, который 5 апреля объявил себя президентом страны и назначил премьер-министром (фр. Premier ministre) Диарру Траоре. ДПГ была распущена, действие конституции приостановлено, страна вновь стала называться «Гвинейской Республикой».
|        | Портрет | Имя (годы жизни)                                           | Полномочия     | Полномочия    | Партия                        | Кабинет | Пр.         |
| Начало | Портрет | Имя (годы жизни)                                           | Окончание      |               | Партия                        | Кабинет | Пр.         |
| ------ | ------- | ---------------------------------------------------------- | -------------- | ------------- | ----------------------------- | ------- | ----------- |
| (2)    |         | Луи Лансана Беавоги (1923—1984) фр. Louis Lansana Béavogui | 21 ноября 1978 | 3 апреля 1984 | Демократическая партия Гвинеи | Беавоги | [ 6 ] [ 7 ] |
| 3      |         | Диарра Траоре (1935—1985) фр. Diarra Traoré                | 5 апреля 1984  | 23 мая 1984   | военный                       | Траоре  | [ 8 ] [ 9 ] |

## Гвинейская Республика (с 1984)
23 мая 1984 года страна была переименована в Гвинейскую Республику (фр. République de Guinée). Принятая в 1990 году конституция предусматривала создание переходного правительства (во главе с президентом страны), а затем многопартийную систему. В 1993 и 1998 годах Лансана Конте был переизбран президентом. В 1995 году созданная им Партия единства и прогресса одержала победу на первых с 1980 года парламентских выборах. По результатам проведённого в 2001 году референдума срок президентских полномочий, начиная с 2003 года, был продлён с 5 до 7 лет. В 2003 году Конте был переизбран на третий срок. Однако 22 декабря 2008 года Лансана Конте скончался. Конституционным преемником президента стал председатель Национального собрания Абубакар Сомпаре, который не принял полномочия в связи с организованным армией вооружённым переворотом. Власть перешла к Национальному совету за демократию и развитие во главе с капитаном Муссой Дадисом Камарой. Был установлен двухлетний переходный период, завершившийся принятием новой конституции (май 2010 года) и президентскими выборами (ноябрь 2010 года), победу на которых одержал лидер партии «Объединение гвинейского народа» Альфа Конде.
В марте 2020 года был проведён референдум, по результатам которого была принята конституция, обнулявшая президентские сроки Конде, что позволило ему баллотироваться на новых выборах. 5 сентября 2021 года в результате продовольственного кризиса и экономических реформ был совершён переворот, Конде был свергнут. Власть перешла к Национальному комитету по сплочению и развитию, приостановившему действие конституции и распустившему правительство и парламент. 27 сентября вступила в силу обладающая конституционным характером Хартия переходного периода, в соответствии с которой президентом на неопределённый срок стал председатель Национального комитета полковник Мамади Думбуя. Согласно Хартии, продолжительность переходного периода, который завершится президентскими выборами, будет определена на основе взаимного соглашения политических сил, представителей гражданского общества и Национального комитета.
Курсивом и серым цветом выделены даты начала и окончания полномочий Бернара Гому, временно замещавшего Мухаммеда Беавоги, являвшегося недееспособным по состоянию здоровья.
| | Портрет         | Имя (годы жизни)                                            | Полномочия      | Полномочия       | Партия                      | Выборы              | Кабинет            | Пр.           |
| Начало | Портрет         | Имя (годы жизни)                                            | Окончание       |                  | Партия                      | Выборы              | Кабинет            | Пр.           |
| --- | --------------- | ----------------------------------------------------------- | --------------- | ---------------- | --------------------------- | ------------------- | ------------------ | ------------- |
| (3) |                 | Диарра Траоре (1935—1985) фр. Diarra Traoré                 | 23 мая 1984     | 18 декабря 1984  | военный                     | [ комм. 4 ]         | Траоре             | [ 9 ]         |
| С 18 декабря 1984 года по 9 июля 1996 года — должность упразднена (правительство подчинено непосредственно президенту Гвинеи) |                 |                                                             |                 |                  |                             |                     |                    |               |
| 4 |                 | Сидья Туре (1945—) фр. Sidya Touré                          | 9 июля 1996     | 8 марта 1999     | беспартийный                | 1993                | Туре               | [ 11 ]        |
| 5 |                 | Ламине Сидиме (1944—) фр. Lamine Sidimé                     | 8 марта 1999    | 23 февраля 2004  | Партия единства и прогресса | 1998                | Сидиме             | [ 12 ]        |
| 6 |                 | Франсуа Лонсени Фалль (1949—) фр. François Louceny Fall     | 23 февраля 2004 | 30 апреля 2004   | Партия единства и прогресса | 2003                | Фалль              | [ 13 ]        |
| С 30 апреля по 13 декабря 2004 года — должность вакантна                                                                      |                 |                                                             |                 |                  |                             |                     |                    |               |
| 7 |                 | Селу Далейн Диалло (1952—) фр. Cellou Dalein Diallo         | 13 декабря 2004 | 5 апреля 2006    | Партия единства и прогресса | 2003                | Далейн             | [ 14 ]        |
| С 5 апреля 2006 года по 9 февраля 2007 года — должность вакантна                                                              |                 |                                                             |                 |                  |                             |                     |                    |               |
| 8 |                 | Эжен Камара (1942—2019) фр. Eugène Camara                   | 9 февраля 2007  | 1 марта 2007     | Партия единства и прогресса | 2003                | Камара             | [ 15 ]        |
| 9 |                 | Лансана Куяте (1950—) фр. Lansana Kouyaté                   | 1 марта 2007    | 23 мая 2008      | беспартийный                | 2003                | Куяте              | [ 16 ]        |
| 10 |                 | Ахмед Тидиан Суаре (1951—) фр. Ahmed Tidiane Souaré         | 23 мая 2008     | 2 января 2009    | беспартийный                | 2003                | Суаре              | [ 17 ]        |
| 11 |                 | Кабине Комара (1950—) фр. Kabiné Komara                     | 2 января 2009   | 26 января 2010   | беспартийный                | [ комм. 7 ]         | Комара             | [ 18 ]        |
| 12 |                 | Жан-Мари Доре (1938—2016) фр. Jean-Marie Doré               | 26 января 2010  | 24 декабря 2010  | Союз за прогресс Гвинеи     | [ комм. 8 ]         | Доре               | [ 19 ]        |
| 13 (I—II) |                 | Мухаммед Саид Фофана (1952—) фр. Mohamed Saïd Fofana        | 24 декабря 2010 | 20 января 2014   | беспартийный                | 2010                | Саид Фофана (I)    | [ 20 ]        |
| 13 (I—II) | 20 января 2014  | Мухаммед Саид Фофана (1952—) фр. Mohamed Saïd Fofana        | 29 декабря 2015 | Саид Фофана (II) | беспартийный                | 2010                |                    | [ 20 ]        |
| 14 |                 | Мамади Юла (1961—) фр. Mamady Youla                         | 29 декабря 2015 | 24 мая 2018      | беспартийный                | 2015                | Юла                | [ 21 ]        |
| 15 (I—II) |                 | Ибрагима Кассори Фофана (1954—) фр. Ibrahima Kassory Fofana | 24 мая 2018     | 19 января 2021   | Гвинея для всех             | 2015                | Кассори Фофана (I) | [ 22 ]        |
| 15 (I—II) | 19 января 2021  | Ибрагима Кассори Фофана (1954—) фр. Ibrahima Kassory Fofana | 5 сентября 2021 | 2020             | Гвинея для всех             | Кассори Фофана (II) |                    | [ 22 ]        |
| С 5 сентября по 6 октября 2021 года — должность вакантна                                                                      |                 |                                                             |                 |                  |                             |                     |                    |               |
| 16 |                 | Мухаммед Беавоги (1953—) фр. Mohamed Béavogui               | 6 октября 2021  | 20 августа 2022  | беспартийный                | [ комм. 10 ]        | Беавоги / Гому     | [ 23 ]        |
| и. о. |                 | Бернар Гому (1980—) фр. Bernard Goumou                      | 16 июля 2022    | 20 августа 2022  | беспартийный                | [ комм. 10 ]        | Беавоги / Гому     | [ 24 ]        |
| 17 | 20 августа 2022 | Бернар Гому (1980—) фр. Bernard Goumou                      | 19 февраля 2024 |                  | беспартийный                | [ комм. 10 ]        | Беавоги / Гому     | [ 24 ]        |
| С 19 по 29 февраля 2024 года — должность вакантна                                                                             |                 |                                                             |                 |                  |                             |                     |                    |               |
| 18 |                 | Амаду Ури Ба (1958—) фр. Amadou Oury Bah                    | 29 февраля 2024 | действующий      | беспартийный                | [ комм. 10 ]        | Ури Ба             | [ 25 ] [ 26 ] |